# Siège de Burgos
Guerre d'indépendance espagnole
Batailles
- Olivença (01-1811)
- Gebora (02-1811)
- Campo Maior (03-1811)
- 1re Badajoz (04-1811)
- Fuentes de Oñoro (05-1811)
- Albuera (05-1811)
- Usagre (05-1811)
- Cogorderos (06-1811)
- Carpio (09-1811)
- El Bodón (09-1811)
- Aldeia da Ponte (09-1811)
- Arroyomolinos (10-1811)
- Tarifa (12-1811)
- Navas de Membrillo
- Almagro (01-1812)
- 2e Ciudad Rodrigo (01-1812)
- 2e Badajoz (03-1812)
- Villagarcia (04-1812)
- Almaraz (05-1812)
- Maguilla (06-1812)
- Arapiles (07-1812)
- García Hernández (07-1812)
- Majadahonda (08-1812)
- Retiro (08-1812)
- Madrid (08-1812)
- Burgos (09-1812)
- Villodrigo (10-1812)
- Tordesillas (10-1812)
- Alba de Tormes (11-1812) (es)
- San Muñoz (11-1812)

Le siège de Burgos se déroule du 18 septembre au 22 octobre 1812, pendant la guerre péninsulaire du Portugal et la guerre d'indépendance espagnole, et oppose la garnison française de la ville commandée par le général Jean-Louis Dubreton à l'armée anglo-portugaise sous les ordres du duc de Wellington. Après plusieurs vaines tentatives, les Alliés abandonnent le siège.

## Contexte et prélude
En 1812, les Français ayant évacué Valladolid, se retirèrent sur Burgos, devant les forces trop nombreuses de Wellington. Le général Souhan, commandant en chef à la place de Clauzel, blessé à la bataille des Arapiles, avait laissé dans le château de Burgos une garnison de 1 800 hommes, sous les ordres du général Jean-Louis Dubreton. Burgos, construit sur une colline oblongue, présentait un poste fortifié, couvrant le seul dépôt de munitions et de vivres qui restait à l'armée de Portugal. Convaincu de l'importance de ce château, Wellington avait résolu d'en faire le siège. L'armée française s'étant mise en marche le 18 septembre pour continuer sa retraite, et l'ennemi ayant suivi ce mouvement, la ville et le château furent bientôt enveloppés, et la ville occupée en partie.

## Le siège
Le 19, les Anglo-Portugais s'approchant à la faveur des escarpements que l'artillerie ne pouvait apercevoir, refoulèrent tous les postes sur l'ouvrage à cornes et enlevèrent les redans que les ingénieurs français avaient commencés. Ils purent ainsi s'établir sur les travaux avancés, non encore terminés et restèrent en position à portée de pistolet. Pendant la nuit, Wellington voulant s'emparer de l'ouvrage dit Saint-Michel, qui était en mauvais état et peu susceptible d'être défendu, rassembla ses colonnes et à la faveur du terrain les dirigea sur ce point. Un bataillon de ligne défendit vigoureusement son poste contre l'attaque des bataillons anglais. Mais forcé de céder au nombre, il dut, pour se retirer dans le château, se frayer un chemin à la baïonnette à travers les ennemis. Il perdit 142 hommes et les assiégeants 420. Le château n'étant pas assez vaste pour contenir tous ses défenseurs, le général Dubreton avait fait camper sa garnison.
Les assiégeants munis d'échelles, se présentèrent en force dans la nuit de 22 au 23, pour emporter le camp retranché. Ils avaient marché sur deux colonnes, l'une du côté de la ville, et la seconde sur le pont du chemin de Saint-Amler. Cette dernière donna l'assaut avec une grande vigueur, mais elle fut reçue très résolument par 5 compagnies du bataillon qui avait défendu l'ouvrage de Saint-Michel. Les assaillants furent culbutés et mis en fuite, tant par la fusillade que par des obus chargés que l'on allumait à la main et que l'on jetait ensuite dans le fossé. La colonne qui attaqua du côté de la ville n'eut pas plus de succès ; elle ne put parvenir à descendre la contrescarpe. Cette attaque infructueuse avait coûté beaucoup de monde à l'ennemi. Des cadavres encombraient les fossés pèle-mêle avec les échelles apportées pour l'escalade.
Les Anglo-Portugais employèrent alors la sape et la mine, mais la garnison faisant pleuvoir des grenades et des combustibles de toute espèce, les empêcha de continuer leur travail. Le 29, à une heure du matin, les assiégeants mirent le feu aux fourneaux établis sous le terre-plein du camp, près du magasin à poudre ; mais les poudres ayant été placées trop bas dans les fourneaux, la brèche ne fut pas praticable, et un feu très-meurtrier accueillit la colonne qui se présenta pour donner l'assaut. Dans le même moment échoua également l'attaque d'une autre colonne sur un autre point.
Bientôt après, les assaillants tentèrent de faire une brèche dans la muraille avec 3 pièces de gros calibre qui furent aussitôt démontées par le feu des assiégés.
Le 4 octobre, l'ennemi fit sauter une partie du mur. Une terrible explosion eut lieu. Les Portugais s'élancèrent à la nouvelle brèche, tandis que celle qui avait été ouverte le 29 était envahie par une colonne de grenadiers anglais. Malgré le feu à bout portant que les assiégés dirigeaient sur ces deux ouvertures, ils furent forcés de se retirer, et le camp retranché tomba au pouvoir de l'ennemi.
Dubreton ordonne le lendemain une sortie. Deux compagnies de voltigeurs et un détachement de pionniers marchèrent résolument à l'ennemi, le chargèrent à la baïonnette, reprirent la plus grande partie du camp retranché, s'y maintinrent jusqu'à ce que les pionniers eussent complètement détruit les travaux commencés par les assiégeants, et se retirèrent ensuite emportant les gabions et les outils abandonnés par les tirailleurs.
Les Anglo-Portugais ne tardèrent pas à rentrer dans le camp retranché. Ils poussèrent leurs travaux jusqu'à près de 5 toises de la ligne française et perdirent beaucoup de monde à la construction de cet ouvrage. Cependant, comme l'ennemi continuait ses travaux souterrains sur les autres points, Dubreton ordonna une nouvelle sortie dans la nuit du 7 au 8 octobre, 3 compagnies de grenadiers, 2 sections de voltigeurs et un détachement de pionniers et de tirailleurs s'avancèrent avec rapidité, passèrent à la baïonnette tout ce qui se trouva dans les ouvrages, à l'exception de 6 officiers et de 36 soldats anglais qui furent faits prisonniers, puis se retirèrent en bon ordre.
Le lendemain, les assiégés se rétablirent derrière les parapets retournés du camp retranché, et dirigèrent sur la place un feu terrible. Bientôt la brèche fut praticable.
Le 18, huit bataillons divisés en trois colonnes furent réunis dans les tranchées pour donner l'assaut. À quatre heures, une mine fit explosion et détruisit tout le mur crènelé qui défendait le poste de San-Romano. Les trois colonnes ennemies profitèrent de ce moment pour s'élancer. Le poste français qui gardait San-Romano mit le feu en se retirant à une fougasse pratiquée sous la chapelle de San-Romano. L'édifice tout entier s'écroula et 2 bataillons anglais furent anéantis. L'explosion, jointe au feu de la demi-lune qui prenait en flanc la colonne d'attaque, causa aux ennemis une si grande perte qu'ils se retirèrent dans le plus grand désordre. Pareil échec fut éprouvé par la seconde colonne. L'ennemi ne réussit d'abord que dans l'attaque de la brèche du côté de Saint-Michel, où il avait placé ses meilleures troupes. Là les assaillants emportèrent la brèche et la seconde enceinte, quelques-uns pénétrèrent même dans le corps de la place. Bientôt la chance tourna : le général Dubreton, ralliant sa garnison, chargea l'ennemi établi dans la troisième ligne et le chassa aux cris de vive l'Empereur !
La garnison fit les 19, 20 et 21 de nouvelles sorties où elle eut toujours l'avantage. Le 22, les Anglo-Portugais firent sauter un magasin à poudre qu'ils avaient établi sur les hauteurs de Saint-Michel. La fusillade ayant cessé presque en même temps, les Français s'aperçurent que l'ennemi était en pleine retraite ; en effet, le même jour Burgos vit entrer dans ses murs l'avant-garde de l'armée française.

## Pertes
Le siège de Burgos avait duré 35 jours, et l'intrépidité du général Dubreton et de sa garnison avait fait échouer tous les efforts de l'ennemi, qui y avait perdu près de 2 500 hommes. Les Français eurent 600 hommes hors de combat.